# کلور (میزوری)
کلور (به انگلیسی: Clever) یک شهر در ایالات متحده آمریکا است که در شهرستان کریستین، میزوری واقع شده‌است. کلور ۳٫۲۶ کیلومتر مربع مساحت و ۲٬۱۳۹ نفر جمعیت دارد و ۴۲۰ متر بالاتر از سطح دریا قرار دارد.